# Zieglhäusl (Oberviechtach)
Zieglhäusl ist ein Ortsteil der Stadt Oberviechtach im Oberpfälzer Landkreis Schwandorf in Bayern.

## Geographische Lage
Die Einöde Zieglhäusl liegt an der Staatsstraße 2160, ungefähr 300 m bevor sie die Staatsstraße 2159 kreuzt am Südhang des 608 m hohen Geißruck.

## Geschichte
Der Name Zieglhäusl deutet darauf hin, dass man hier früher kaolinhaltige Tone abbaute, aus denen Ziegel gebrannt wurden.
Zum Stichtag 23. März 1913 (Osterfest) wurde Zieglhäusl als Teil der Pfarrei Oberviechtach mit einem Haus und acht Einwohnern aufgeführt.
Am 31. Dezember 1990 hatte Zieglhäusl sieben Einwohner und gehörte zur Pfarrei Oberviechtach.